# جيم دير
جيم دير (بالإنجليزية: Jim Dwyer) هو لاعب كرة قاعدة أمريكي، ولد في 3 يناير 1950 في إفرغرين بارك في الولايات المتحدة.

## وصلات خارجية
- جيم دير على موقعبيزبول رفرنس.كوم (الدوري الرئيسي) (الإنجليزية)
- جيم دير على موقعبيزبول رفرنس.كوم (الدوري الثانوي) (الإنجليزية)
- جيم دير على موقع مشجعي الرسوم البيانية (الإنجليزية)